# Mark 17 (核爆弾)
Mark 17はアメリカ合衆国が開発した核爆弾。水素爆弾であり、アメリカ合衆国が開発した核兵器の中では、類似した構造のMark 24と並び、最も威力が大きいものの一つである。
Mark 14と同様に、固形重水素化リチウムを用いた乾式水爆である。1953年2月には実験兵器TX-17として設計が進められており、キャッスル作戦ロメオ実験(キャッスル作戦)に用いるルント装置(Runt)して開発が進められていった。ロメオ実験は1954年3月27日に成功し、予想以上の出力を得ることができた。ここで、核融合兵器の急速な戦力化の一環として、1954年4月以降に'Emergency Capability'（緊急能力）の名称で、TX-17の暫定兵器化が行なわれた。EC-17の名称で兵器化が行なわれたが、これは安全装置や投下航空機の退避時間を稼ぐための減速用パラシュートを省いたものであった。EC-17は5発が生産されている。
直径64フィートの減速用パラシュート等を備えたMark 17は、1954年7月には完成し、EC-17は退役している。Mark 17は核燃料に天然濃度のリチウム6（同位体比7%程度）を用いており、同位体比を40%程度にまで高めたものを用いているMark 24とその点で異なる。サイズは直径61.4インチ、長さ296.7インチであり、重量41,400-42,000ポンド。ケーシングはMark 16と同等であり、先端が丸みを帯びた円筒形である。核出力はサブタイプにより異なり、10Mt(mod1)、12Mt(mod2)、15Mt(mod3)であった。200発が生産されている。信管は空中爆発のほか、mod2には触発も用意された。搭載機はアメリカ空軍のB-36爆撃機のみであり、1発が搭載できた。1957年には退役している。